# Тонґове
Тонґове (пол. Tągowie) — село в Польщі, у гміні Тухоме Битівського повіту Поморського воєводства.
Населення — 207 осіб (2011).
У 1975-1998 роках село належало до Слупського воєводства.

## Демографія
Демографічна структура станом на 31 березня 2011 року:
|          | Загалом | Допрацездатний вік | Працездатний вік | Постпрацездатний вік |
| -------- | ------- | ------------------ | ---------------- | -------------------- |
| Чоловіки | 102     | 18                 | 78               | 6                    |
| Жінки    | 105     | 22                 | 68               | 15                   |
| Разом    | 207     | 40                 | 146              | 21                   |